# نیل وین رایت
نیل وین رایت (انگلیسی: Neil Wainwright؛ زادهٔ ۴ نوامبر ۱۹۷۷) بازیکن فوتبال اهل بریتانیا است.
از باشگاه‌هایی که در آن بازی کرده‌است می‌توان به باشگاه فوتبال ورکسام، باشگاه فوتبال لانکستر، باشگاه فوتبال ساندرلند، باشگاه فوتبال بارو، باشگاه فوتبال کندال تاون، باشگاه فوتبال دارلینگتون، باشگاه فوتبال مورکم، باشگاه فوتبال شروزبری تاون، و باشگاه فوتبال منزفیلد تاون اشاره کرد.